# Uroplatus fimbriatus
Espèce
Synonymes
- Stellio fimbriatus Schneider, 1797
- Stellio tetradactylus Schneider, 1797
- Gecko sarroubea Daudin, 1802
- Rhacoessa hypoxantha Wagler, 1833
- Chiroperus sarrube Wiegmann, 1834
- Uroplates fimbriatus lichenius Rothschild, 1903

Statut de conservation UICN

 LC  : Préoccupation mineure
Statut CITES
Uroplatus fimbriatus est une espèce de geckos de la famille des Gekkonidae. Cette espèce peut être nommée Gecko à queue feuillue ou Gecko à queue foliacée en français et son nom vernaculaire malgache est taha fisaka.

## Répartition
Cette espèce est endémique de Madagascar.

## Habitat
Ce gecko vit perché sur les arbres qu'il quitte rarement dans la forêt tropicale humide, qui se caractérise par une hygrométrie élevée (supérieur à 70 %). Les températures diurnes varient entre 25 et 30 °C la journée et chutent entre 20 et 25 °C au maximum la nuit. L'hiver est clément, avec une légère baisse des températures et une petite réduction de la période diurne.

## Description

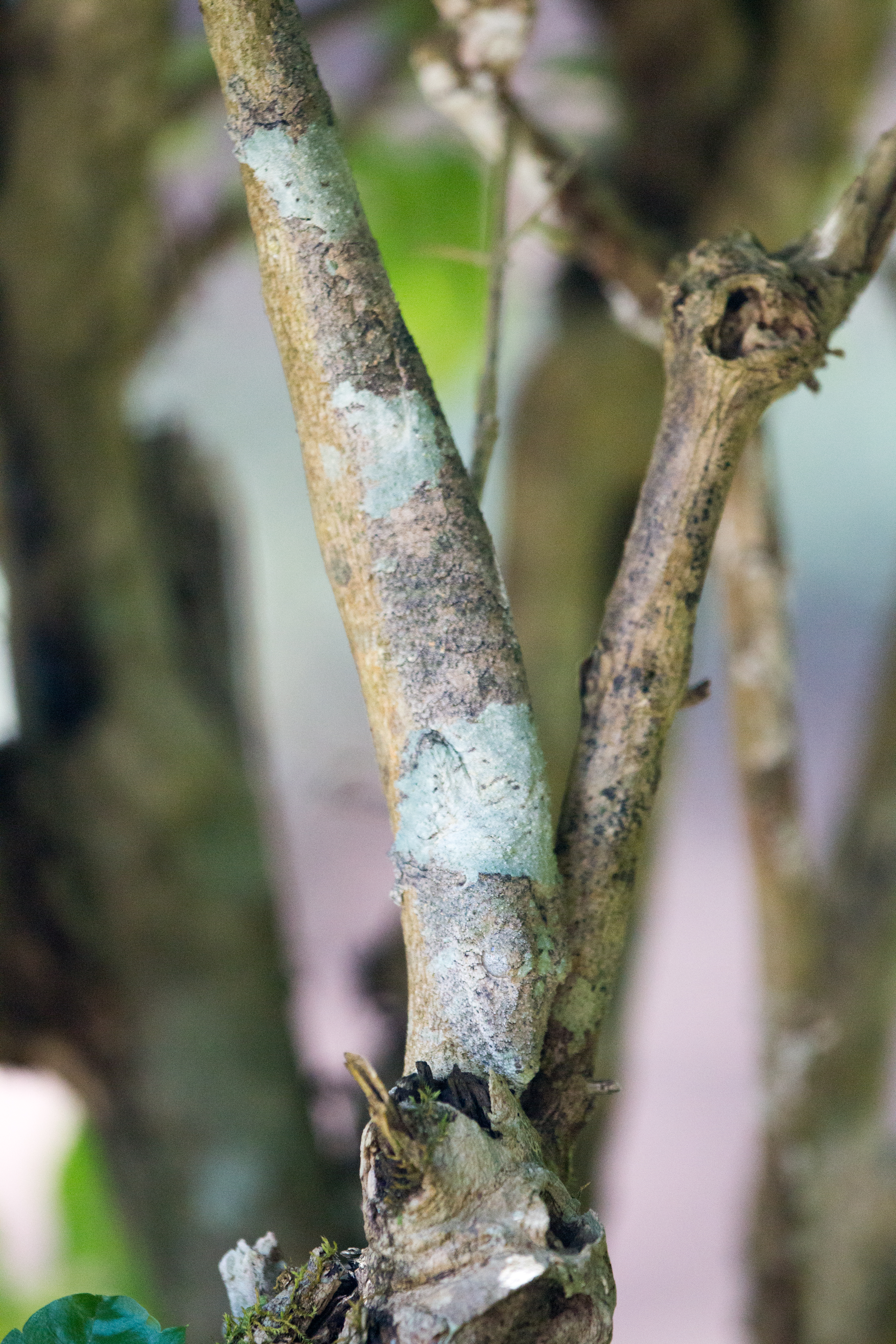
Camouflage de Uroplatus fimbriatus sur une branche

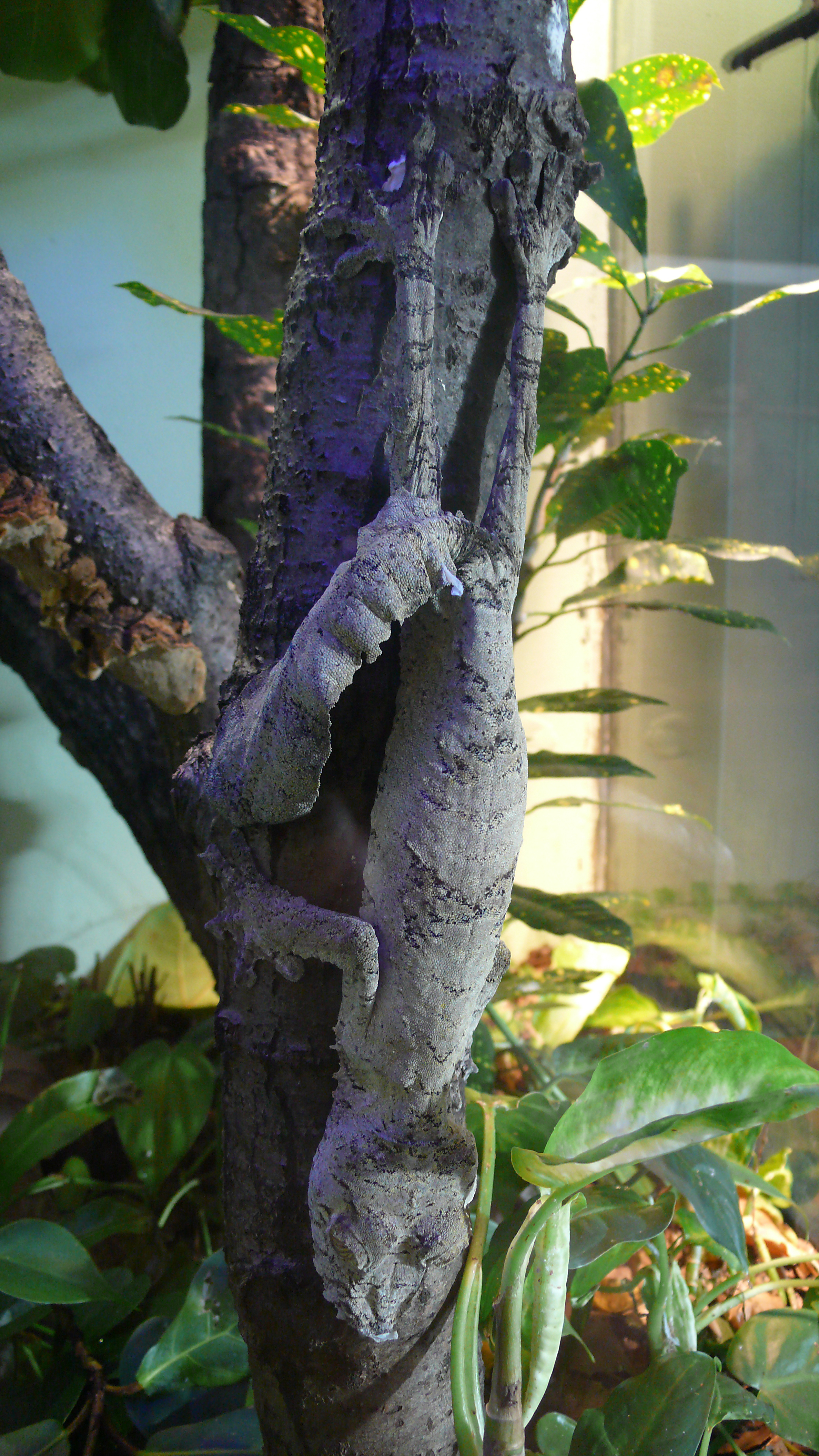
Uroplatus fimbriatus

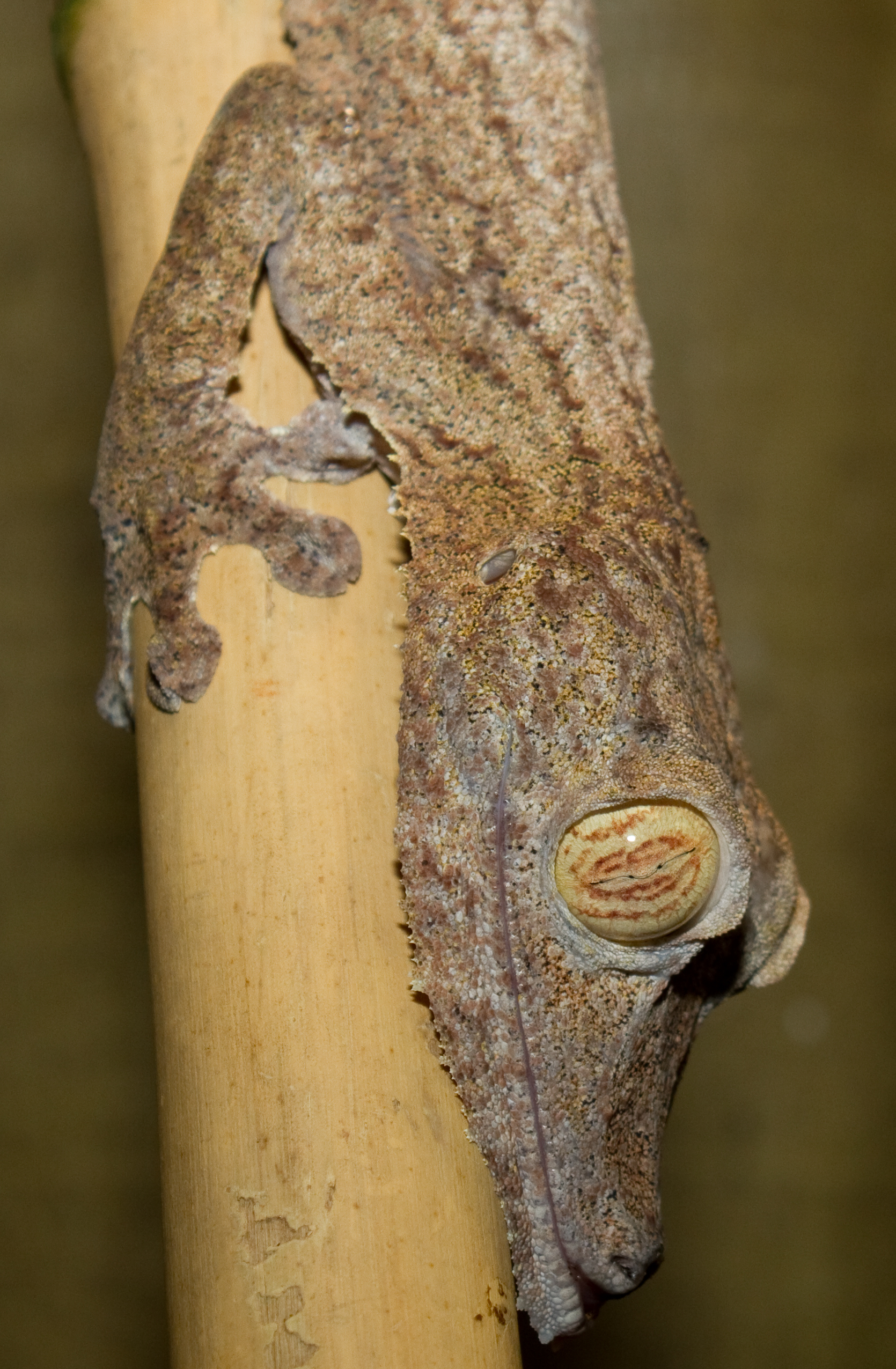
Uroplatus fimbriatus

C'est un gecko nocturne et arboricole vivant à Madagascar. C'était jusqu'en 2006 le plus grand de ce genre avec une taille (queue comprise) de 30 cm pour les plus grands individus. Une espèce récemment découverte, Uroplatus giganteus, dépasse les 30 cm et pourrait atteindre 35 cm.
C'est un gecko relativement massif, avec une queue large (et plate) et des doigts très développés. Le bord du corps et de la tête présente des barbules irrégulières qui aident au camouflage en évitant des ombres franches sur les arbres où il vit. Il est de couleur relativement gris-brun, avec des motifs irréguliers faisant penser à l'écorce des arbres. Le dessous du corps est en général clair. Les yeux présentent des stries concentriques rouge et or ou argent. Notez que comme chez la plupart des Uroplatus les couleurs et les motifs peuvent varier parfois fortement d'un individu à l'autre.
Les mâles matures présentent deux renflements à la base de la queue, derrière les pattes arrière, logements de hémipénis.

## Éthologie
Ce gecko, comme tous les Uroplatus, compte sur son camouflage plus que sur sa vitesse de déplacement. Il reste strictement immobile la journée (sauf s'il est dérangé), et est plutôt lent la nuit, bien qu'il soit capable de bondir et de s'accrocher sur les branches grâce aux setæ dont sont pourvus ses doigts.

## Alimentation
Ce gecko est insectivore et consomme la plupart des insectes et autres arthropodes qu'il trouve (grillons, criquets, blattes, araignées…) mais peut aussi consommer de petits gastéropodes et de petits vertébrés (petits mammifères ou reptiles, parfois des petits de sa propre espèce). Il attrape les proies qui passent à sa portée sur les arbres ou en se laissant tomber sur elle sur le sol depuis des branches basses où il guette.

## Reproduction
Ce gecko est mature à l'issue de sa première année. La reproduction débute à la sortie de l'hiver de l'hémisphère sud).
Les femelles pondent en général deux œufs à la fois, deux à trois fois durant la saison.
Les œufs incubent durant trois mois. La durée d'incubation peut varier en fonction de la température moyenne, une chaleur plus élevée accélérant la maturation des petits. Il ne semble pas y avoir de relation entre la température durant l'incubation et le sexe des embryons contrairement à d'autres espèces de reptiles (Phelsuma par exemple).
Les petits sont similaires aux adultes. Ils jeûnent jusqu'à leur première mue puis ont le même régime alimentaire que les adultes.

## En captivité

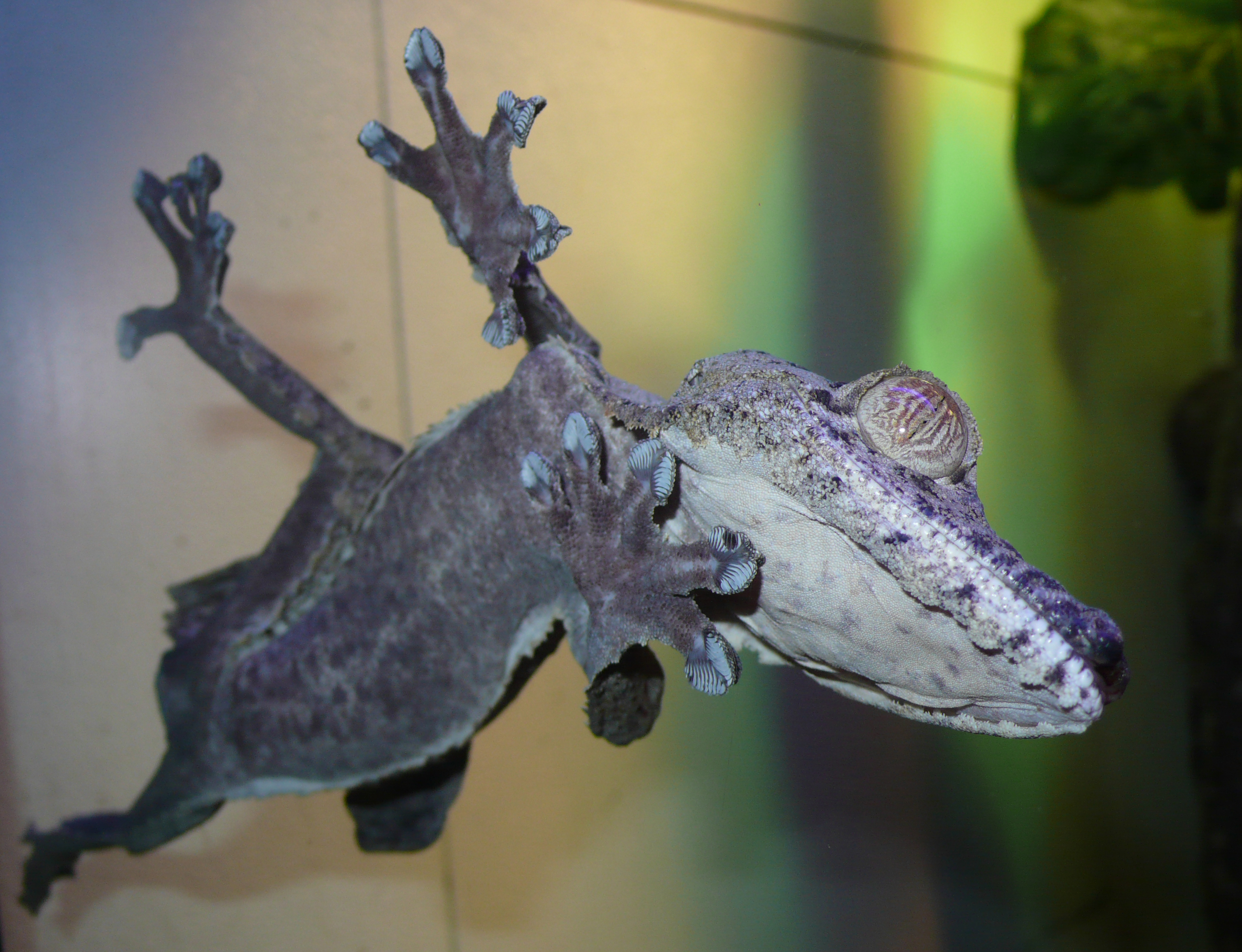
Uroplatus fimbriatus

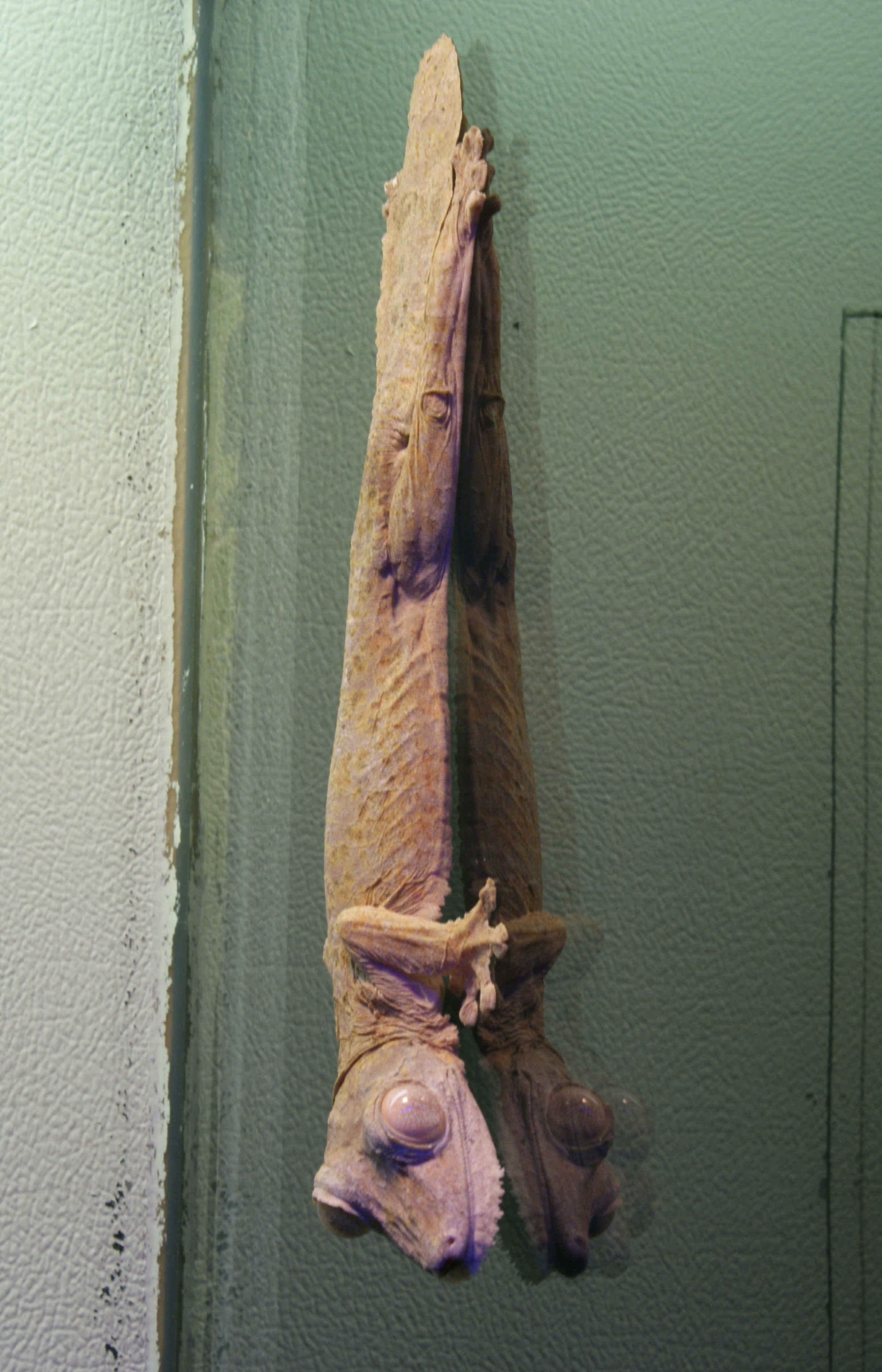
Uroplatus fimbriatus

Cette espèce se rencontre en terrariophilie. L'élevage de ce gecko, comme d'une manière générale celui des espèces du genre Uroplatus, est relativement délicat et à déconseiller aux débutants. Les raisons sont liées au fait que ce gecko est très sensible aux écarts de températures et d'humidité. Ils peuvent mourir assez rapidement si la température dépasse les 30 °C.

## Publication originale
- Schneider, 1797 : Amphibiorum Physiologiae Specimen Alterum Historiam et Species Generis Stellionum seu Geckonum Sistens. Traiecti ad Viadrum. Frankfurt an der Oder, C. L. F. Aitzi, vol. 2, p. 1-54.